# Distretto di İkizce
Il distretto di İkizce (in turco İkizce ilçesi) è uno dei distretti della provincia di Ordu, in Turchia.